# Pier Domenico Della Valle
Pier Domenico Della Valle, född 4 maj 1970 i Faetano, är en sanmarinsk före detta fotbollsspelare.
Della Valle spelade 21 matcher för det sanmarinska landslaget. Han spelade sin första landskamp mot Bulgarien i kvalet till EM 1992.
Han gjorde sitt enda landslagsmål mot Finland 1994, i kvalet till EM 1996.
Della Valles sista landslagsframträdande kom 2000 i mot Skottland i kvalet till VM 2002.